# جامعة ريدر
جامعة ريدر هي جامعة خاصة في بلدة لورانس بولاية نيو جيرسي. وهي تتألف من أربع وحدات أكاديمية: كلية نورم برودسكي للأعمال، وكلية الآداب والعلوم الليبرالية، وكلية التربية والخدمات الإنسانية، وكلية وستمنستر للفنون (التي تتكون من كلية الفنون الجميلة والمسرحية وكلية وستمنستر شوير.).

## التاريخ

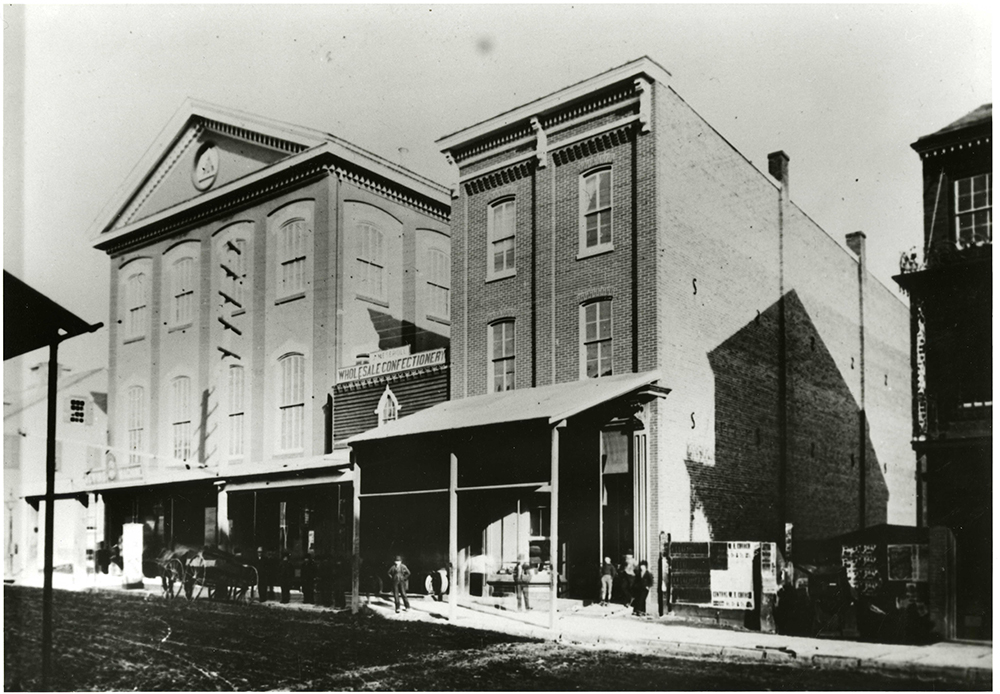
تمبرانس هول، 1865، المنزل الأصلي لكلية ترينتون للأعمال

تأسست المدرسة باسم كلية ترينتون للأعمال (Trenton Business College) في 1 أكتوبر 1865 على يد هنري بيدمان براينت وهنري دي ستراتون، وهما مشغلان لسلسلة براينت وستراتون من كليات إدارة الأعمال الخاصة. كانت المدرسة تقع في تيمبرانس هول عند زاوية شارعي ساوث برود وفرونت ستريت في ترينتون، نيو جيرسي. تم تعيين أندريو ريدر (Andrew J Rider) كأول رئيس لها. امتلك الرئيس ريدر 500 فدان من مستنقعات التوت البري بالقرب من هامونتون، نيو جيرسي. وفقًا للتقاليد، هذا هو السبب في أن ألوان المدرسة هي التوت البري والأبيض.
نمت المدرسة وانتقلت بشكل دوري إلى أماكن أكبر. في عام 1896 تم قبول النساء. في عام 1896 تم تغيير اسم المدرسة إلى كلية ريدر للأعمال. تنحى الرئيس ريدر في العام التالي.
في عام 1920، انتقلت المؤسسة إلى إيست ستيت ستريت في ترينتون وأصبحت تُعرف رسميًا باسم كلية ريدر. في عام 1922، منح مجلس التعليم في نيوجيرسي الجامعة الإذن لمنح درجتي البكالوريوس في الحسابات وبكالوريوس العلوم التجارية. في عام 1957، أدخلت كلية ريدر للأعمال دراسات ليبرالية تؤدي إلى درجة البكالوريوس في الآداب.
في عام 1959، نقلت كلية ريدر حرمها الجامعي إلى منطقة ضواحي تبلغ مساحتها 283 فدانًا على طريق 206 في بلدة لورانس، نيوجيرسي في 15 نوفمبر 1961، أعلن الرئيس فرانكلين إف مور (خريج الكلية عام 1927) إعادة التنظيم التدريجي للكلية إلى خمسة مدارس منفصلة، يرأس كل منها عميد يقدم تقاريره إلى العميد. دخلت التغييرات حيز التنفيذ مع العام الدراسي 1962-1963. تضمنت المدارس الخمس مدرسة جديدة للفنون والعلوم الليبرالية.

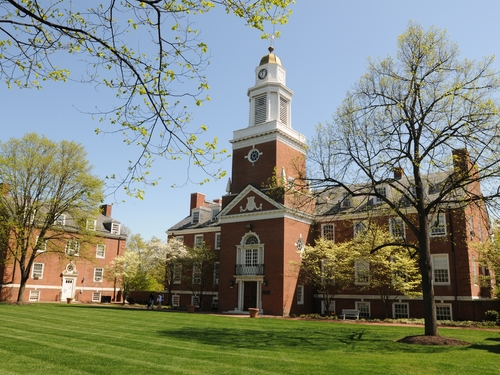
ويليامسون هول في كلية وستمنستر شوير

اندمجت كلية ريدر مع كلية وستمنستر شوير القريبة، الواقعة في برينستون، نيو جيرسي، في 1991-1992. أصبح حرم وستمنستر حرم جامعة برينستون لكلية ريدر. في 13 أبريل 1994، أصبحت الكلية جامعة ريدر. في عام 2007، أعلن الرئيس مردخاي روزانسكي عن إنشاء مدرسة الفنون الجميلة والمسرحية لدمج حرمي لورنسفيل وبرينستون وتوسيع البرمجة للفنون.
اليوم، حرم لورنسفيل الجامعي هو موطن لكلية إدارة الأعمال التابعة لها. كلية الآداب والتربية والعلوم؛ كلية الدراسات المستمرة، كلية التربية، وجزء من كلية وستمنستر للفنون، والتي تقع أيضًا في حرم جامعة برينستون. أعلن الرئيس روزانسكي في السنوات الأخيرة عن برامج أكاديمية جديدة وموارد مساعدات مالية جديدة.
في 28 مارس 2017، قرر مجلس الأمناء أن الجامعة ستحاول بيع كلية وستمنستر شوير إلى شريك تابع جديد. تم وضع جدول زمني مدته 12 شهرًا على أمل العثور على مشترٍ في العام المقبل.
في 1 يوليو 2019، تم الإعلان عن انسحاب بكين كايوين (Beijing Kaiwen) من الشراء المقترح. تبع ذلك أخبار مثيرة للجدل مفادها أن ريدر سينقل برامج وستمنستر إلى حرم ريدر في سبتمبر 2020 وسيحقق أرباحًا من بيع حرم برينستون الجامعي في وستمنستر. في تدريبات بدء جامعة ريدر في 29 أغسطس 2019، أعلن جريجوري ديلومو أن بيع وستمنستر وبيع حرم جامعة برينستون في وستمنستر سيفيدان بشكل مباشر استثمارات جامعة ريدر الجارية.

### الرؤساء
أصبح الرئيس الحالي - الدكتور جريجوري ديلومو - الرئيس السابع لريدر في 1 أغسطس 2015، بعد تقاعد موردخاي روزانسكي، الذي شغل منصب الرئيس منذ عام 2003.
كان لريدر سبعة رؤساء:
1. أندرو جاكسون ريدر (1866–1898)
2. فرانكلين بنجامين مور (1898-1934)
3. فرانكلين فرازي مور (1934-1969)
4. فرانك ن. إليوت (1969-1990)
5. جيه بارتون لوديك (1990-2003)
6. مردخاي روزانسكي (2003-2015)
7. جريجوري ديلومو (2015 إلى الوقت الحاضر)

## أكاديميون
تتكون كلية الآداب والعلوم الليبرالية من 13 قسمًا، تقدم مجموعة واسعة من أكثر من 70 تخصصًا جامعيًا وقاصرًا. تقدم الكلية أيضًا درجات الماجستير.
تقدم كلية نورم برودسكي لإدارة الأعمال برامج على مستويي البكالوريوس والماجستير، وعرضت درجتي الدراسات العليا.
يقدم قسم تعليم الخريجين والخدمات الإنسانية خمس درجات ماجستير في الآداب و25 برنامجًا للحصول على الشهادات. بالإضافة إلى ذلك، يتم تقديم درجتين تربويتين متخصصتين.
يقدم قسم الاتصالات والصحافة درجة ماجستير واحدة في الآداب في الاتصالات التجارية.

### الترتيب
صنفت مجلة يو إس نيوز آند وورد ريبورت جامعة ريدر التي احتلت المرتبة 22 في تصنيف الجامعات الإقليمية الشمالية في عام 2016. وصنفت مجلة فوربس جامعة ريدر في المرتبة 485 على قائمة «أفضل الكليات الأمريكية» في عام 2015.

## حرم الجامعة

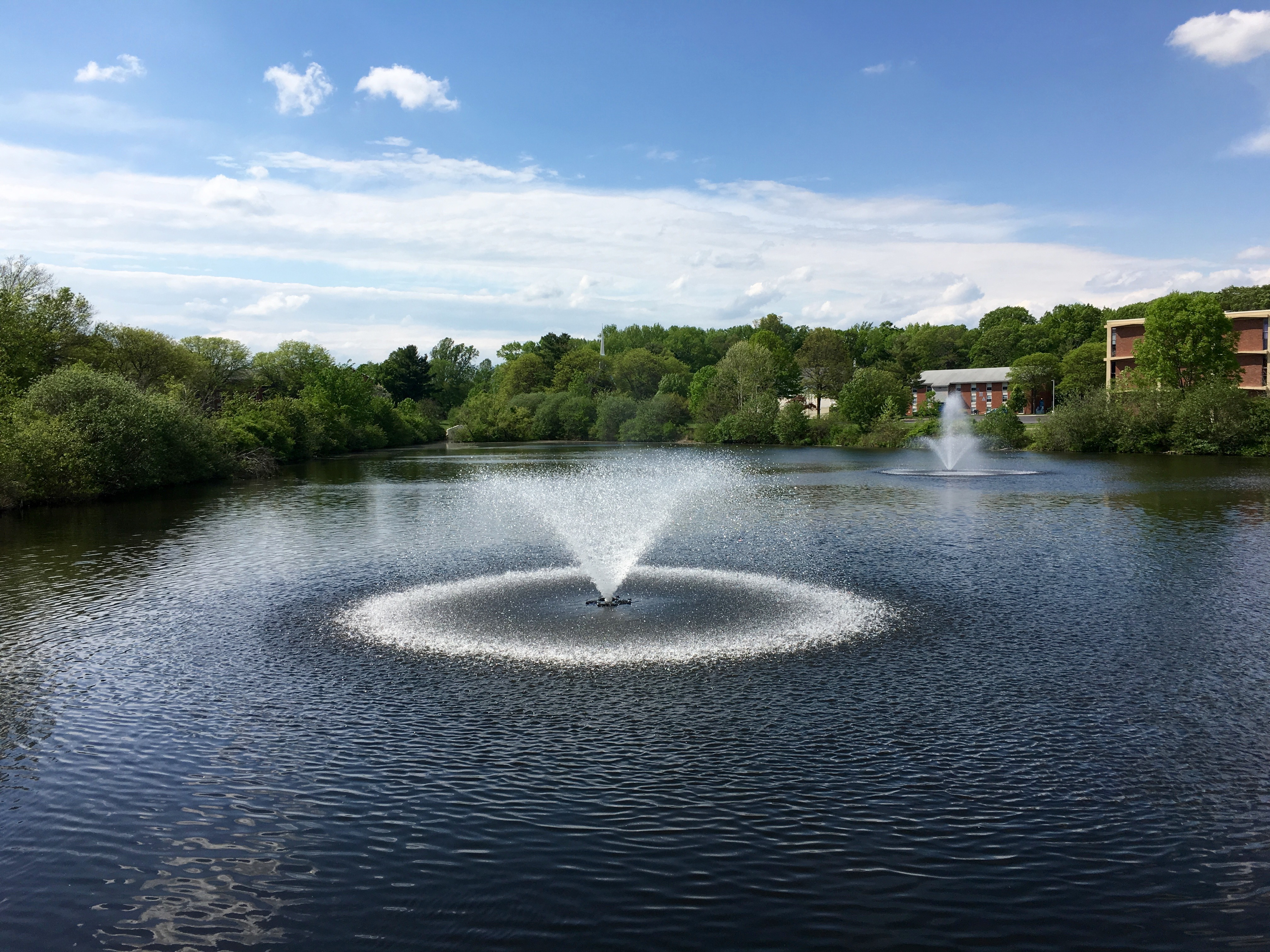
بحيرة سينتينيال

280 أكر (1.1 كـم2) يقع حرم لورنسفيل في الضواحي على بعد ثلاثة أميال (5 كم) شمال ترينتون وخمسة أميال (8 كم) جنوب برينستون. المرافق مجمعة في مجموعات وتقع على مسافة قريبة من بعضها البعض في الحرم الجامعي الشبيه بالمنتزه الكبير. توجد بحيرة من صنع الإنسان بها جسر يسمح للطلاب بالعبور بسهولة. يقع حرم وستمنستر في برينستون، نيو جيرسي. هناك حافلة تنقل تقدم الخدمة بين الحرم الجامعي.

### المباني الأكاديمية

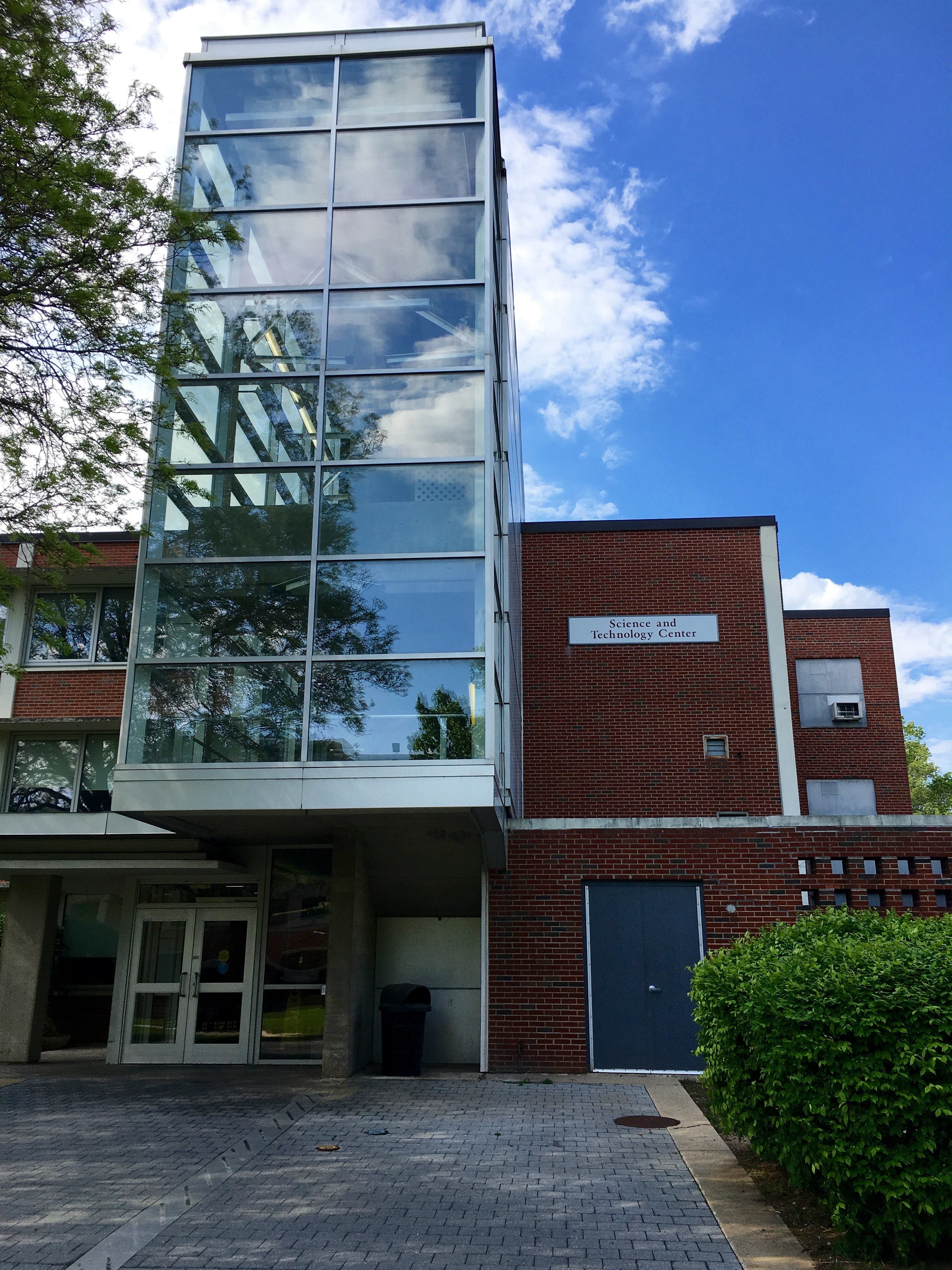
مركز العلوم والتكنولوجيا

بيرنباوم فيشر هول (كلية التربية والخدمات الإنسانية)، مركز العلوم والتكنولوجيا (العلوم والرياضيات)، مركز الفنون الجميلة (كلية وستمنستر للفنون والاتصالات)، الملحق الأكاديمي جوزيف ب. مركز كاناسترا للصحة والرياضة، قاعة آن بروسمان سويغارت (كلية نورم برودسكي لإدارة الأعمال)، لينش أدلر هول (التاريخ والفلسفة) تحتوي على الفصول الدراسية والمختبرات لجميع المناهج الدراسية. يوجد معمل وصول عام يحتوي على محطات طرفية وأجهزة كمبيوتر صغيرة وطابعات ليزر في مركز الفنون الجميلة؛ توجد مختبرات كمبيوتر أخرى. توفر أنظمة الفي أي إكس المركزية البريد الإلكتروني والمؤتمرات وأدوات الوصول إلى الإنترنت.
تقدم مدرسة برينستون للغة اليابانية دروسًا في عطلة نهاية الأسبوع للأطفال اليابانيين في الخارج وفقًا لمعايير وزارة التعليم والثقافة والرياضة والعلوم والتكنولوجيا، كما تضم دروسًا للأشخاص الذين يتحدثون اليابانية كلغة ثانية. يتم تدريس الدورات في قاعة بييرنباوم فيشر. يقع المكتب الرئيسي للمدرسة في برينستون على الرغم من أن المكتب المستخدم أيام الأحد يقع في قاعة بيرنباوم فيشر.

### المباني السكنية
تضم جامعة ريدر حاليًا 18 قاعة سكنية في حرم لورنسفيل. من بين هؤلاء الـ 18، 12 منهم عبارة عن مساكن نوم تقليدية مصممة لجميع الطلاب الجامعيين جنبًا إلى جنب مع مبنى واحد على طراز الشقة متاح للطلاب عبر نظام اليانصيب. من بين 12 قاعة إقامة قياسية، 8 منها فقط لديها «مجتمع تعليمي» محدد. يعني المجتمع التعليمي أن المبنى يضم مجموعة محددة من الطلاب. والتي تحدد إما سنة الطالب أو التخصص.

### التوسيع

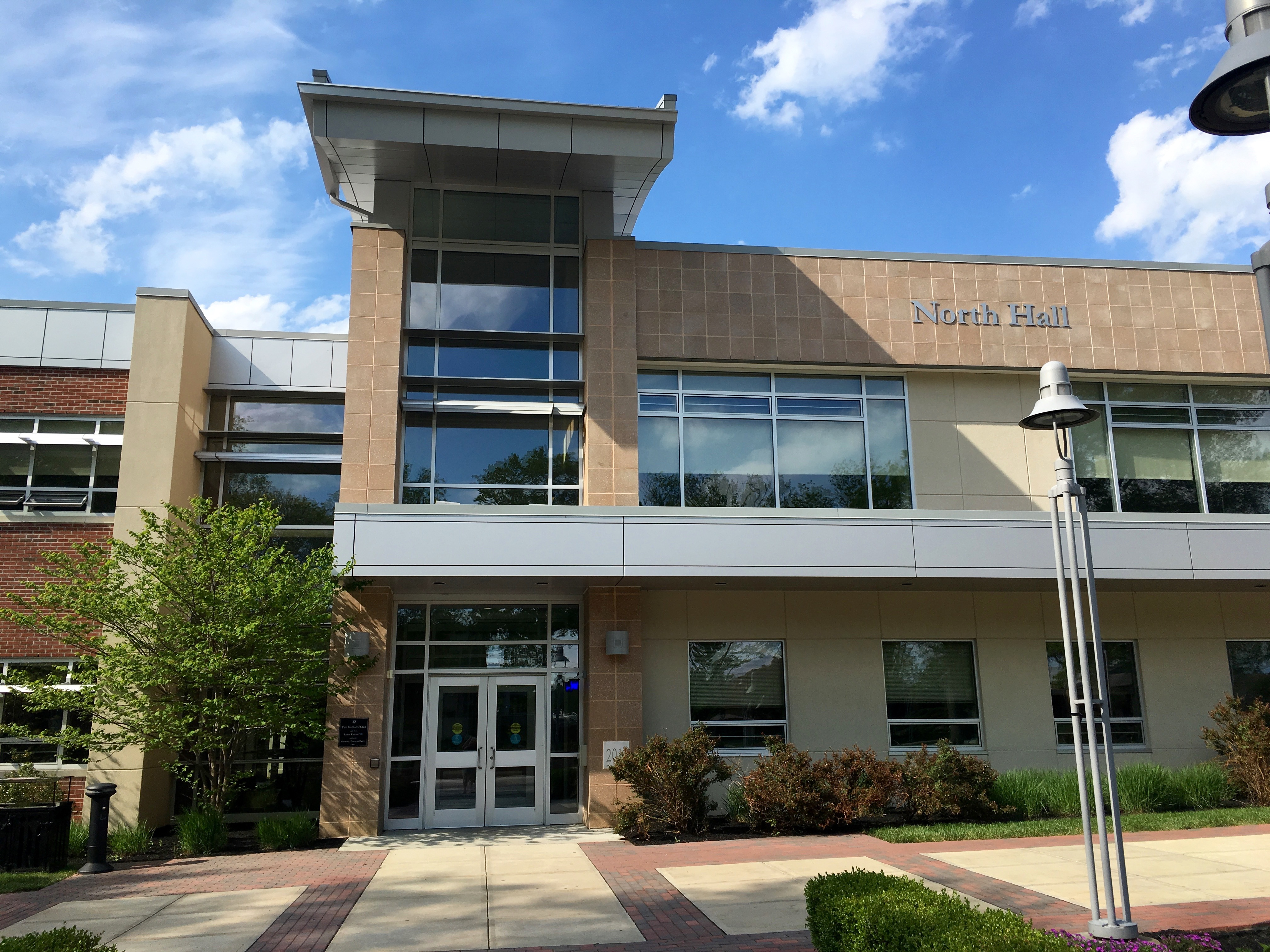
القاعة الشمالية، بنيت عام 2011

في عام 2005، أكملت ريدر 63,000 قدم مربع (5,900 م2) مركز الترفيه الطلابي (SRC)، وهو عبارة عن قاعة سكنية تتسع لـ 186 سريرًا، وإضافات من ثلاثة طوابق إلى قاعات زيجلر وهيل ريزيدنس. يحتوي مركز الترفيه الطلابي على غرف خلع الملابس، 3,600 قدم مربع (330 م2) غرفة للياقة البدنية مع معدات تدريب القلب والأوعية الدموية والقوة، واثنين من استوديوهات التمرين الجماعي، وثلاثة ملاعب متعددة الأغراض، ومضمار، وغرفة ألعاب. في عام 2009، تم الانتهاء من تشييد مبنى سكني صديق للبيئة يتسع لـ 150 سريرًا في حرم لورنسفيل. في عام 2011، قامت الجامعة ببناء الريادة في الطاقة والتصميم البيئي المعتمد الفضي، 21,250 قدم مربع (1,974 م2) مبنى أكاديمي بجوار مكتبة مور 11,000 قدم مربع (1,000 م2) توسعة مسرح مركز بارت لوديك. في ربيع عام 2020، كان من المقرر أن يبدأ العمل في إضافة 23000 قدم مربع إلى مبنى الفنون الجميلة لاستيعاب كلية وستمنستر شوير، لكن صعوبات التمويل أدت إلى تأجيل التوسع إلى أجل غير مسمى.

## المكتبات

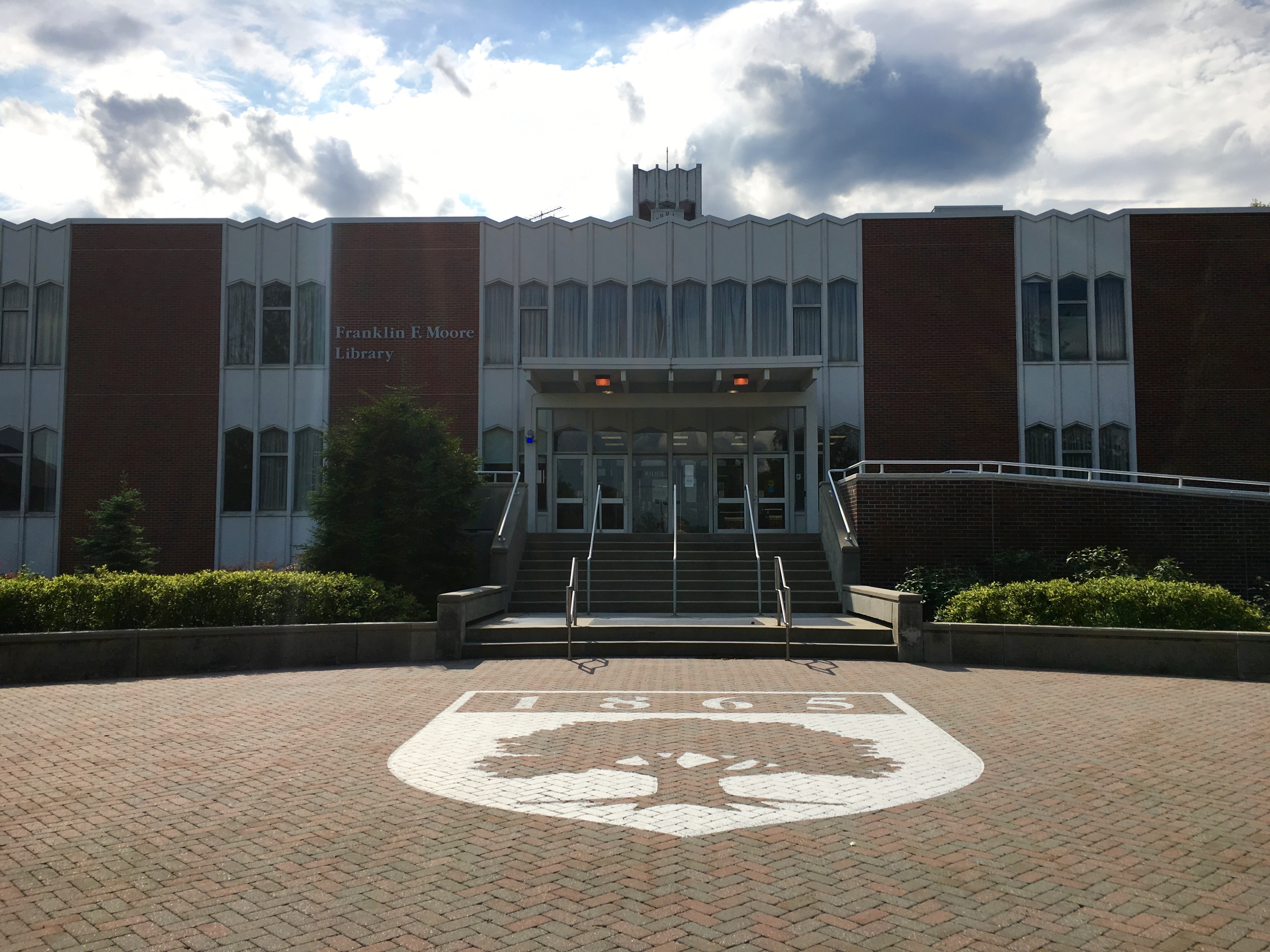
مكتبة فرانكلين مور

تدعم مكتبة فرانكلين مور البرامج الأكاديمية بمجموعة من أكثر من 481000 مجلد، و2000 عنوان دوري، و650.000 نموذج مصغر، و134 قاعدة بيانات على الإنترنت، والوصول الإلكتروني إلى 42000 مجلة، ومجموعة سمعية بصرية. يتم فهرسة المواد في تصنيف مكتبة الكونغرس ويمكن الوصول إليها من خلال فهرس على الإنترنت، وهو جزء من نظام الكتالوج / التوزيع / الاقتناء الآلي للمكتبة. البحث في قاعدة البيانات على الإنترنت متاح لاستكمال مقتنيات المكتبة داخل الحرم الجامعي. تمتلك مكتبة تالبوت في وكلية وستمنستر شوير موارد موسيقية متخصصة بما في ذلك 75000 كتاب ومقاطع موسيقية ودوريات ومجموعة مرجعية موسيقية كورالية تضم أكثر من 80.000 عنوان وأكثر من 31000 تسجيل صوتي وفيديو

## المنشورات ووسائل الإعلام
كتاب الظل السنوي
نُشر لأول مرة في عام 1923 بعد عامين من تغيير المؤسسة رسميًا اسمها إلى كلية ريدر. يستمر نشر الكتاب السنوي كل عام من قبل أعضاء هيئة التدريس من الطلاب. يكتب الموظفون جميع المقالات، ويصممون الصفحات، ويخرجون بموضوعها ويأخذون العديد من الصور. الكتاب مؤلف بشكل أساسي للطلاب الكبار، ولكن يمكن شراؤه من قبل أي طالب في الجامعة. يحصل كبار السن الذين يجلسون لالتقاط صورة على كتاب سنوي مجانًا. يتم شحن الكتاب عادةً للطلاب في شهر نوفمبر بعد تخرجهم.
ريدر نيوز
صحيفة طلاب المدرسة، تأسست عام 1930. تُنشر أسبوعيا كل أربعاء بين سبتمبر ومايو خلال الفصل الدراسي.
إذاعة WRRC -FM 107.7 The Bronc
محطة إذاعية طلابية تأسست عام 1962.
المغامر
مجلة أدبية ترحب بما يقدمه الطلاب من فنون وأدب تركز على أي موضوع
شبكة جامعة ريدر
منظمة طلابية تنتج برامج تلفزيونية في استوديو التلفزيون التابع لقسم الاتصال والصحافة. يتم بث البرامج بانتظام على شبكة الحرم الجامعي وهي متوفرة في كل مكان عبر الإنترنت.

## الحياة الطلابية
يوجد حاليًا في حرم لورنسفيل الجامعي اثنتا عشرة منظمة يونانية اجتماعية أعضاء في المجلس المشترك بين الأخوة أو المجلس الهيليني أو المجلس اليوناني المشترك بين الثقافات. هناك نوعان من الأخوات وأربع جمعيات نسائية. بالإضافة إلى هذه المنظمات الاجتماعية اليونانية، هناك العديد من الأخويات المهنية والفخرية. يشارك حوالي 10% من مجتمع الجامعة في حياة الأخوة والناشئة.

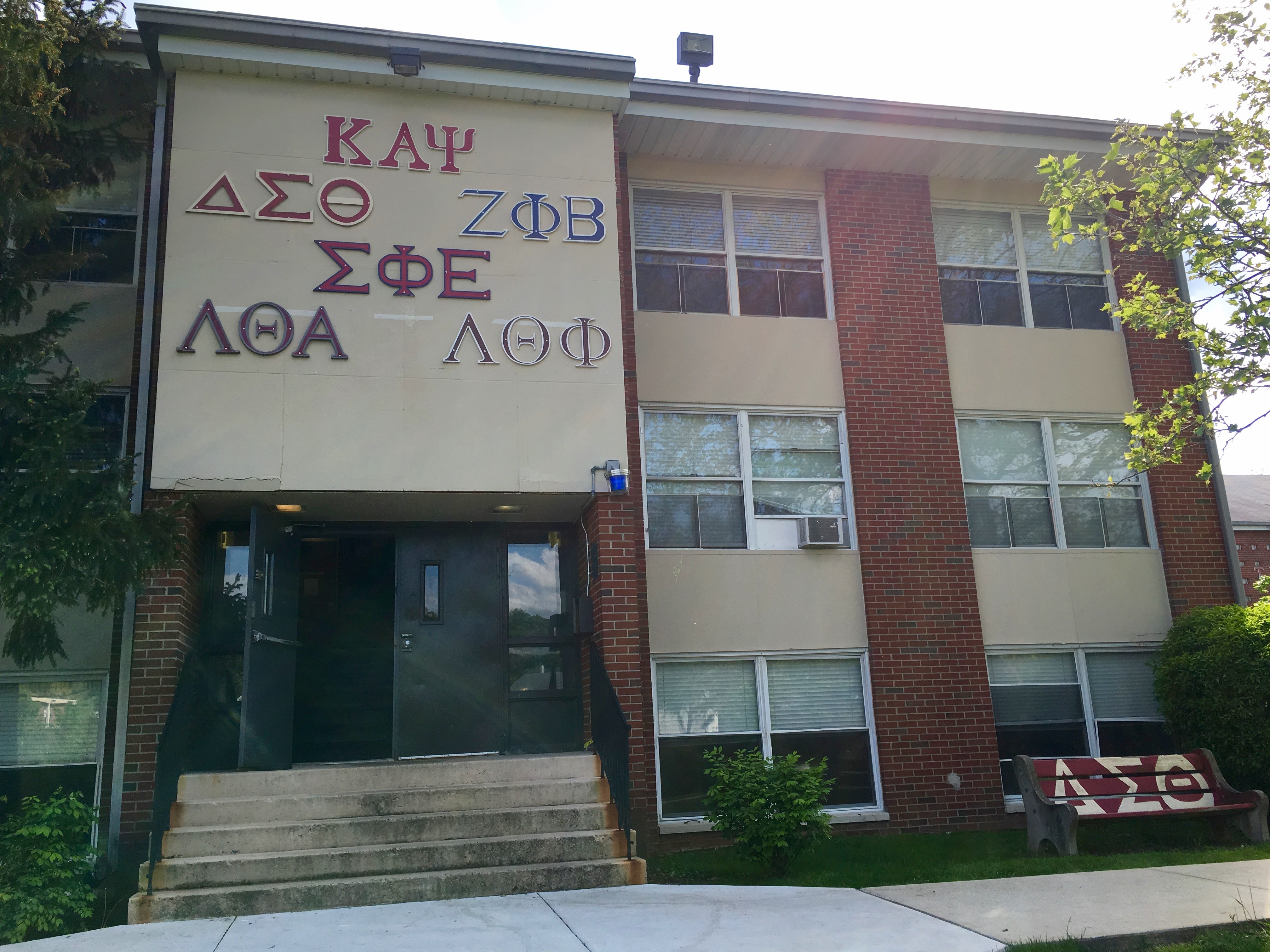
دار الجامعة، أحد مساكن الطلبة المخصصة للحياة اليونانية

في الربيع، يعقد اليونانيون «الأسبوع اليوناني». خلال الأسبوع اليوناني، تتنافس الأخويات والجمعيات النسائية في مجموعة متنوعة من الأحداث التي تتغير من سنة إلى أخرى؛ ومع ذلك، هناك حدث خيري كل عام. استفاد مركز سرطان الأحداث في سانت جود من الأحداث الماضية، فضلاً عن أبحاث الشلل وأبحاث الاضطرابات العصبية والعديد من الأسباب الأخرى.
في 30 مارس 2007، توفي الطالب غاري ديفرسيلي البالغ من العمر 18 عامًا بسبب تسمم الكحوليات بعد ليلة من الإفراط في شرب الخمر في منزل الأخوة في كابا تاو. كان الحادث مرتبطًا بتقليد طويل الأمد ومعاكسًا يتضمن استخدام كميات خطرة من الكحول كجزء من طقوس الأخ الأكبر والأخ الأصغر. تم اتهام اثنين من مسؤولي جامعة ريدر، بما في ذلك عميد الطلاب وثلاثة طلاب بتهمة المعاكسات الشديدة؛ تم إسقاط التهم لعدم كفاية الأدلة. أدت تسوية الدعوى المدنية إلى تنازلات سياسية كبيرة من قبل الجامعة وكان للحادث تأثير عميق على الحياة اليونانية في الحرم الجامعي.

### المسرح

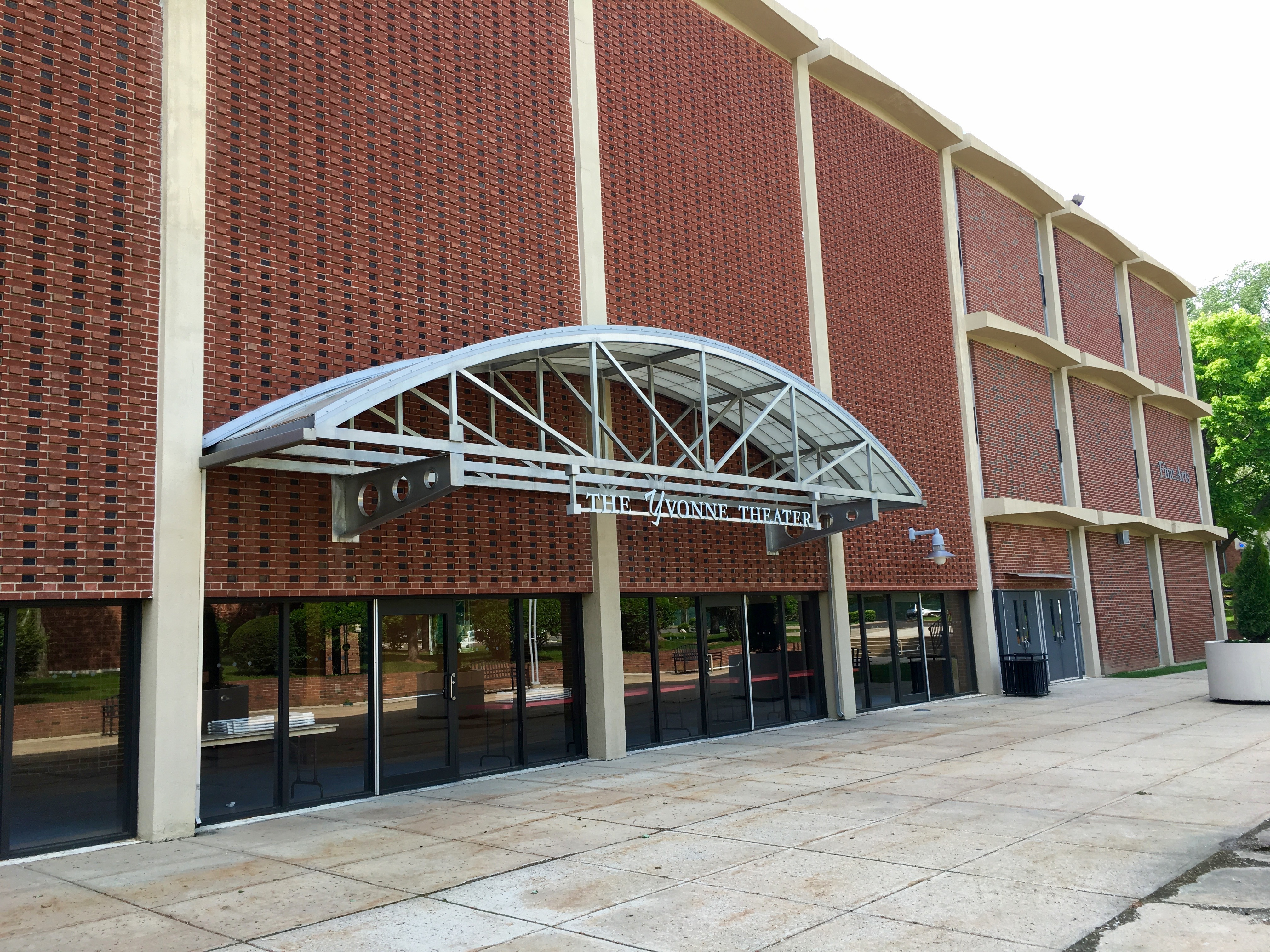
مركز الفنون الجميلة ومسرح إيفون

وفقًا لموقع الجامعة الإلكتروني، كان لدى كلية وستمنستر للفنون بجامعة ريدر برنامج مسرحي واسع النطاق مع أشخاص من جميع أنحاء البلاد يأتون إلى برنامج الجودة. لأكثر من نصف قرن، كان لقسم المسرح في جامعة ريدر تقليد عريق في تعليم الطلاب وإعدادهم لجميع جوانب الحياة في المسرح.
ستة إنتاجات كل عام تمنح الطلاب مجموعة متنوعة من الخبرات والفرص. إنها مزيج من المسرحيات الموسيقية والمسرحيات المستقيمة.
هيئة تدريس نشطة مهنيًا تشمل خلفيتها خبرة في التوجيه والتصميم على الصعيد الوطني؛ التمثيل في برودواي، مع جولات وطنية وشركات مسرحية إقليمية، على الأفلام والشاشة، بالإضافة إلى الأعمال التجارية والصوتية.
تشمل مرافق الفنون المسرحية المحترفة: مسرح إيفون، مسرح سبيتز ستوديو، مركز بارت لوديك للفنون ،
جاء العديد من الفنانين الضيوف إلى الجامعة لتعليم فصول رئيسية منهم كرستين إيبرسول وفرانك ويلدهورن وماري زيمرمان وغيرهم.

## ألعاب القوى
يطلق على الفرق الرياضية لقب برونكس. تتنافس المدرسة في الرابطة الوطنية لرياضات الجامعات. نظرًا لأن مؤتمر مترو أتلانتك الرياضي هو مؤتمر غير مصارعة، يتنافس فريق مصارعة ريدر كعضو في مؤتمر منتصف أمريكا.
بدأ البرنامج الرياضي بين الكليات في ريدر من قبل المدرب كلير بي في العقد الثالث القرن العشرين. اثنان من أشهر الخريجين الرياضيين في المدرسة هما مدرب كرة السلة السابق في نوتردام والمسؤول الرياضي الحالي في إي إس بي إن ديجر فيلبس، الذي لعب كرة السلة في الجامعة من 1959 إلى 1963، وجيسون تومسون، الذي لعب كرة السلة في الجامعة من 2004 إلى 2008 وتمت صياغته من قبل سكرامنتو كينغز مع الاختيار الثاني عشر من مسودة الدوري الاميركي للمحترفين لعام 2008 بينما لم يفوزوا ببطولة مؤتمر مترو أتلانتك الرياضي أو يظهروا في بطولة الرابطة الوطنية لرياضة الجامعات. قبل سنوات طومسون في ريدر، ظهر ريدر في بطولة الرابطة الوطنية لرياضة الجامعات لكرة السلة ثلاث مرات: أولًا في عام 1984 ضد جامعة ريتشموند، ومرة أخرى في عام 1993 حيث خسر 16 بذرة أمام كنتاكي 96-52، و1994 كخسارة من 15 بذرة أمام ولاية كونيتيكت 64-49.
تنافست الجامعة في كرة القدم حتى عام 1951 عندما تم حل فريق كرة القدم. الأسطورة الشائعة هي أن الرابطة الوطنية لرياضة الجامعات طلبت من المدرسة وقف برنامج كرة القدم بعد التحقيق في مزاعم دفع مجندين، بالإضافة إلى المزايا غير اللائقة للاعبين في الفريق. ومع ذلك، وفقًا للجامعة، اختار ريدر التوقف عن رعاية فريق كرة القدم لأسباب مالية. غالبًا ما يعلن الطلاب المتسابقون أن فريق كرة القدم الخاص بهم «لم يهزم منذ عام 1951».
في عام 2007، أعادت الجامعة تصميم الشعار الرياضي.

## خريجون متميزون
- في مجال الأعمال: خريجو ريدر هم: روبرت ميلر، الرئيس والمدير التنفيذي لشركة فيوتشر إلكترونيكس (Future Electronics)؛[30] نيل فريدمان، رئيس شركة ماتيل براندز؛[31] توماس جيه لينش، الرئيس التنفيذي لشركة تيكو إلكتورنيكس (Tyco Electronics)؛[32] كارول إم ميرويتز، الرئيس والمدير التنفيذي ومدير شركات تي جي إكس (TJX). دونالد مونكس، نائب رئيس مجلس الإدارة والمسؤول الإداري الأول، بنك نيويورك ميلون؛ مايك بولي، الرئيس التنفيذي لشركة بيس بلك (Pace plc)؛[33] توماس أوريوردان، الرئيس التنفيذي السابق لشركة السلع الرياضية الأمريكية؛[34] روبرت شيميك، الرئيس والمدير التنفيذي لمجموعة الأمريكتين الأمريكية الدولية؛ جيمس ب. بوش، رئيس الشبكة العالمية وخدمات المستهلك الدولية أمريكان إكسبريس؛ رونالد شلوسر، رئيس مجلس الإدارة والمدير التنفيذي لشركة هايتس كروس كوميونيكيشنز؛[35] جون ت. سبيتزناجل، رئيس مجلس الإدارة والمدير التنفيذي لشركة أوسيانا ثيرابيتيكس (Oceana Therapeutics)؛[36] هوارد ستويكل، الرئيس التنفيذي لشركة واوا. كينيث ين، الرئيس التنفيذي لشركة تشاينا موتور كوربوريشن؛ ميج والش، رئيس مدسكيب؛[37] وكريس كاتالانو، الرئيس التنفيذي السابق لمدرسة الروك والرئيس السابق لريدبوس.[38]
- في الحكومة: خريجو ريدر هم: ناثانيال بارنز، سفير ليبيريا لدى الأمم المتحدة؛ كريج كاربينيتو، المدعي السابق للولايات المتحدة لمقاطعة نيو جيرسي؛ فريدريك دونيلي، عمدة ترينتون السابق، نيو جيرسي؛ روبرت إي. جروسمان، قاضٍ في محكمة الإفلاس الأمريكية للمنطقة الشرقية من نيويورك؛[39] ديفيد روسو، ماجستير في إدارة الأعمال، أمين صندوق ولاية نيو جيرسي السابق.
- في الرياضة: من خريجي ريدر: فلوريان فالوت لاعب كرة قدم محترف لنادي إف سي سينسيناتي، جاك أرمسترونج، 1990 دوري البيسبول الرئيسي (MLB) كل النجوم وبطل العالم؛ آل داونينج لاعب كرة القاعدة؛ ستيلا جونسون، لاعبة كرة سلة محترفة في الاتحاد الوطني لكرة السلة النسائية وهدّافة برونك على الإطلاق، جيف كونكيل، لاعب بيسبول محترف؛ كارولين ليند، ماجستير في إدارة الأعمال، مجدفة فازت بالميدالية الذهبية الأولمبية في دورة الألعاب الأولمبية الصيفية لعام 2008 في بكين؛ ديجر فيلبس، محلل كرة السلة بالكلية ومدرب كرة السلة الأيرلندي السابق؛ بوبي سميث، عضو قاعة مشاهير كرة القدم الوطنية؛ وجيسون طومسون، لاعب كرة سلة في الدوري الاميركي للمحترفين.
- في مجال الترفيه: خريجو ريدر هم: إميلي أوينز، صانع محتوى تيك توك وناقد طعام رئيسي؛ جوان نوسوتشينسكي، ممثلة ومساهمة في قناة فوكس نيوز.[40]

## روابط خارجية
- الموقع الرسمي
- موقع ويب ريدر لألعاب القوى